# Tegorhynchus edmondsi
Tegorhynchus edmondsi is een soort in de taxonomische indeling van de Acanthocephala (haakwormen). De worm wordt meestal 1 tot 2 cm lang. Ze komen algemeen voor in het maag-darmstelsel van ongewervelden, vissen, amfibieën, vogels en zoogdieren.
De haakworm komt uit het geslacht Tegorhynchus en behoort tot de familie Illiosentidae. Tegorhynchus edmondsi werd in 1960 beschreven door Golvan.